# LG-Baureihe P4 (Schmalspur)
Die LG-Baureihe P4 war  eine schmalspurige Schlepptenderlokomotive der Litauischen Staatsbahn Lietuvos geležinkeliai (LG) mit der Achsfolge 1’D1’ und einer Spurweite von 750 Millimetern. Die Lokomotiven wurden 1939 von Škoda in Pilsen entwickelt und gebaut. Sie zählten zu den leistungsfähigsten Dampflokomotiven in dieser Spurweite.

## Geschichte
Die Baureihe P4 gehört zu den wenigen Triebfahrzeug-Neubeschaffungen der LG in der Zeit zwischen dem Beginn der litauischen Unabhängigkeit 1918 und der sowjetischen Okkupation Litauens im Jahr 1940.
Neben ihrem Streckennetz in europäischer Normalspur von 1.435 Millimetern betrieb die LG auch ein umfangreiches Schmalspurnetz mit 750 mm Spurweite im Nordosten Litauens, das 1929 125 Kilometer lang war. In den 1930er Jahren wurden Pläne für ein umfangreiches Netz in dieser Spurweite mit insgesamt 860 Kilometer Netzlänge entwickelt, teilweise als Neubau, teilweise als Umbau aus bestehenden Schmalspurbahnen mit 600 mm Spurweite. Als erste Strecke wurde 1935 die Strecke von Biržai nach Šiauliai umgespurt. Es folgte die Umspurung der Strecke von Žeimeliai nach Joniškis. 1938 folgte eine Neubaustrecke von Joniškėlis nach Panevėžys, wo Anschluss an die bereits in den Jahren 1892 bis 1894 erbaute 750-mm-Strecke nach Švenčionėliai bestand. Damit besaß die LG 1939, im letzten vollständigen Jahr der Unabhängigkeit, insgesamt 284 km Strecken mit 750 mm Spurweite. Für diese Strecken beschaffte die LG neue Lokomotiven, da die bisherigen Fahrzeuge nicht mehr ausreichten. Nach den bereits 1934 gelieferten Fünfkupplern der Baureihe P5 wurden bei Škoda leistungsfähige Mikado-Loks bestellt. Die tschechische Firma war in der Zeit der ersten litauischen Unabhängigkeit „Hauslieferant“ der LG und lieferte mit wenigen Ausnahmen alle in diesem Zeitraum beschafften Dampfloks.
Die fünf Loks der Reihe P4 mit den Betriebsnummern 41 bis 45 und den Škoda-Fabriknummern 991-995 waren aufgrund ihrer für Schmalspurloks großen Treibräder für eine Höchstgeschwindigkeit von 60 km/h zugelassen, ein für 750-mm-Bahnen recht hoher Wert. Sie kamen vorwiegend auf den neugebauten bzw. umgespurten Strecken rund um Panevėžys zum Einsatz. Charakteristisch für die mit Holz gefeuerten Heißdampf-Lokomotiven war ein sehr großer Tender, ein Außenrahmen und außerhalb des Rahmens liegende Gegengewichte. 1940 bestellte die LG bei Škoda weitere vier Loks dieser Reihe, für die die Betriebsnummern 46 bis 49 und die Škoda-Fabriknummern 1116 bis 1119 vorgesehen waren. Aufgrund der sowjetischen Okkupation Litauens wurde diese Bestellung nicht mehr realisiert.
Inwieweit die Škoda-Loks nach dem Zweiten Weltkrieg noch auf den litauischen Strecken eingesetzt wurden, ist unklar. Erhalten blieb keine der Lokomotiven.